# NGC 340
NGC 340 est une galaxie spirale située dans la constellation de la Baleine. NGC 340 a été découverte par l'astronome allemand Albert Marth en 1864.

## Caractéristiques
Sa vitesse par rapport au fond diffus cosmologique est de 5 787 ± 24 km/s, ce qui correspond à une distance de Hubble de 85,4 ± 6,0 Mpc (∼279 millions d'al).
À ce jour,trois mesures non basées sur le décalage vers le rouge (redshift) donnent une distance de 88,400 ± 4,766 Mpc (∼288 millions d'al), ce qui est à l'intérieur des valeurs de la distance de Hubble.
NGC 340 présente une large raie HI. Elle renferme également des régions d'hydrogène ionisé. 